# 洞阔尔·特布登·嘎拉森·丹辛嘉措
洞阔尔·特布登·嘎拉森·丹辛嘉措（1919年—1943年）原俗名桑古敖斯尔，法名特布登·嘎拉森·丹辛嘉措，内蒙古茂明安旗人，第六世（不计追认）洞阔尔活佛。

## 生平
第六世洞阔尔活佛是内蒙古茂明安旗人。1925年7岁时，被迎入五当召，一直在寺内学习经文。1943年，六世洞阔尔活佛因患天花未能治愈而圆寂。